# 1912–1913年土庫曼人起義
1912年–1913年土庫曼人起義，是土庫曼尤穆德部落反希瓦汗國叛亂，起因是不滿阿斯凡迪亞爾汗的稅制改革，導致他們繳交的稅額比原先多三倍。
叛亂開始於12月25日，當時叛亂分子襲擊並掠奪了從塔沙烏茲到塔赫塔的商隊。叛亂爆發後，希瓦政府分為妥協和戰爭兩派，最後決定鎮壓。隨後的懲罰性遠征隊遭到了由沙米克爾領導的300至500名叛軍戰士的抵抗，他們在塔克塔和伊利亞里之間佔據了堅固的防禦陣地，並將政府軍拖延了20天。隨後，在列科欣上校領導下的一支俄羅斯部隊被派往希瓦，以通過提供彈藥幫助政府。儘管他的部隊沒有被打敗，但俄羅斯對伊斯凡迪亞爾的支持說服了沙米·凱爾與政府尋求和平。
在列科欣上校調解的1913年1月25日的和平協議中，希瓦政府同意取消稅制改革，而叛軍則同意向政府支付110,000塔拉（198,000盧布）賠款。